# Анджей Гвязда
А̀нджей Станѝслав Гвя̀зда (на полски: Andrzej Stanisław Gwiazda) е полски инженер по електроника, профсъюзен деятел, университетски преподавател, публицист, активист на опозицията в периода на Полската народна република, един от създателите на Свободните профсъюзи на крайбрежието и на Независим самоуправляем профсъюз „Солидарност“, кавалер на Ордена на Белия орел.

## Биография
Анджей Гвязда е роден роден на 14 април 1935 г. в Пинчув. Баща му Станислав е моряк (механик) от Речно корабоплаване на военния флот. През пролетта на 1939 г. семейство Гвязда се премества в Пинск. След избухването на Втората световна война баща му попада във военнопленнически лагер за офицери и остава там до края на войната. Анджей Гвязда е изселен заедно с майка си и баба си през 1940 г. и попада в колхоз в Казахстан. Семейството се връща в Полша след шест години, първоначално остава за кратко в Горни Шльонск, а след това се установява в Гданск.
През 1953 г. Анджей Гвязда започва да следва в Гданската политехника, откъдето след две години е изключен, а след това е призован в армията. През 1956 г. е уволнен от военна служба и отново е приет в университета. Завършва електроника през 1966 г., оставайки в университета като асистент в Института по кибернетика на политехниката до 1973 г. През 1967 г. става член на Високопланинския клуб.

### Опозиционна дейност в периода на Полската народна република
Взема участие в мартенските събития през 1968 г., както и в декемврийските събития през 1970 г. През 1973 г. започва работа в Завода за корабни електронни устройства и автоматика „Елмор“.
През 1976 г. заедно със съпругата си пише писмо до Сейма на Полската народна република, в което изразяват подкрепата си за исканията, обявени от Комитета за защита на работниците. Скоро след това двамата получават заповед да напуснат границите на Полската народна република и започват да бъдат следени от Службите за сигурност. Анджей Гвязда получава кодово име Бродач (Брадатият), използван от Службите за сигурност до края на съществуването на Полската народна република. От 1977 г. сътрудничи на Бюрото за интервенция КОР (на полски: Biuro Interwencji KOR – структура, чиято задача е да регистрира всички случаи на нарушаване на човешките права от страна на властите на Полската народна република).
През 1978 г. става един от основателите на Свободните профсъюзи на крайбрежието. По това време е редактор на бюлетина „Роботник Вибжежа“ (на полски: „Robotnik Wybrzeża“), занимава се и с отпечатването и разпространението на други нелегални издания. От същата година до 1980 г. около десет пъти е задържан от Службите за сигурност.
След избухването на стачката през август 1980 г. става член на президиума на Междузаводския стачен комитет в корабостроителницата в Гданск. Той е един от създателите на Независим самоуправляем профсъюз „Солидарност“, на 17 септември 1980 г., в деня на създаване на съюза, е избран за негов заместник-председател като един от двамата заместници на Лех Валенса. Участва в преговорите относно трите искания: премахване на цензурата, легализиране на независимите профсъюзи и освобождаване на политическите затворници. По-късно заема длъжността заместник-председател на Междузаводския основателски комитет (на полски: Międzyzakładowy Komitet Założycielski) на Националната споразумителна комисия и на Националната координационна комисия.
След въвеждането на военно положение, на 13 декември 1981 г. е арестуван и интерниран в Стшебелинек. Скоро след това е преместен в следствения арест в Бялоленка, а през септември 1982 г. (след посещение на представителите на Международния червен кръст) изпратен в един от центровете за интернирани. На 22 декември 1982 г. е арестуван (заедно с още 10 интернирани) и е обвинен в „опит за насилствено сваляне на режима“. Освободен е на 22 юли 1984 г. по силата на амнистия.
На 16 декември 1984 г. е арестуван отново, когато влиза в схватка със служители на ЗОМО (Моторизирани резерви на народната милиция (на полски: ZOMO – Zmotoryzowane Odwody Milicji Obywatelskiej), а след това е осъден на 5 месеца арест. Първоначално излежава присъдата си в Гданск, а след това в Забже, освободен е на 15 май 1985 г.
В периода 1986 – 1989 г. е един от лидерите на Работната група на Национална комисия „Солидарност“ под ръководството на Лех Валенса, която се противопоставя на разговорите с властите на Полската народна република. Не взема участие в създаването на Граждански комитет нито в заседанията на Кръглата маса.

### III Полска република
Съавтор е на издаваното от съпругата му (в периода 1989 – 1997 г.) списание „Поза Укладем“ (на полски: „Poza Układem“, на български – „Извън системата“). Без успех се кандидатира в парламентарните избори през 1993 г. от листата на Извън системата (листа № 18) като получава само 4069 гласа.
До 1991 г. остава безработен, връща се в „Елмор“ след приемането на закона за връщане на работа на уволнените по политически причини. През 1998 г. излиза в пенсия. През втората половина на 90-те години се оттегля от активната политика.
През 2005 г. с група бивши активисти на Свободните профсъюзи и „Солидарност“ от началото на 80-те бойкотира официалното честване на 25-а годишнина от създаването на „Солидарност“, организирайки заедно със списание „Обивател“ (на полски: „Obywatel“, на български – гражданин) алтернативно празнуване. През същата година не приема американския Медал на свободата.
На 10 май 2007 г. с препоръките на Право и справедливост е избран от Сената за член на Колегиума на Института за национална памет. По време на разговорите преди гласуването заявява, че августовската стачка през 1980 г. е била провокирана от Службите за сигурност, а „определени факти сочат“, че сред провокаторите е тогавашният председател на Сената Богдан Борусевич, един от инициаторите на бунта в Корабостроителницата в Гданск. Въпреки настояването на Богдан Борусевич, не представя никакви доказателства за тезата си.
През 2011 г. влиза в състава на съвета на сдружение Солидарни 2010. В парламентарните избори през същата година като безпартиен кандидат с подкрепата на Право и справедливост без успех се кандидатира за сенаторски мандат от Гдански окръг.
Публикува в „Обивател“ и в „Газета Полска Цодженне“ (на полски: „Gazeta Polska Codziennie“). Заедно със съпругата си издава книгата „Извън системата: публицистика от 1988 – 2006“ (на полски: „Poza układem: publicystyka z lat 1988 – 2006“), Лодз 2008. Интервю с Анджей Гвязда прави Вислава Квятковска (Gwiazda miałeś rację, Sopot 1990), а със семейство Гвязда – Ремигиуш Окраска (Gwiazdozbiór w „Solidarności“, Łódź 2009).

## Отличия и награди
- На 3 май 2006 г. като признание за особените му заслуги за Полша и за дейността му за демократични промени в свободна Полша, президентът Лех Качински му връчва отличие Орден на Белия орел, след което го призовава в капитула на този орден. Анджей Гвязда го напуска през 2010 г. През 2016 г. президентът Анджей Дуда отново го включва в състава му, където остава до 2018 г.
- С указ на полския президент в изгнание Ришард Качоровски от 11 ноември 1990 г. е отличен с Кавалерски кръст на Ордена за възраждане на Полша. На 3 декември 1998 г. президентът Александер Квашневски му връчва Кавалерски кръст на Ордена на възродена Полша за изключителните му заслуги в профсъюзната дейност.
- През 1999 г. е отличен с Медал Polonia Mater Nostra Est. През 2000 г. получава титлата почетен гражданин на Гданск. С указ на президента Анджей Дуда от 13 март 2018 г. е отличен с Кръста на Свобода и солидарност.
- В 2017 г. става лауреат на наградата на президента на Полша Лех Качински, а през 2018 г. получава наградата „Świętego Grzegorza I Wielkiego“.

## Личен живот
През 1961 г. сключва брак с Йоанна Дуда.